# Cydosia histrio
Cydosia histrio là một loài bướm đêm trong họ Erebidae.